# Робертсон, Морган
Морган Эндрю Робертсон (англ. Morgan Andrew Robertson; 30 сентября 1861 — 24 марта 1915) — американский писатель в жанре фантастики.

## Биография
Морган Робертсон родился в 1861 году в семье капитана корабля Эндрю Робертсона и Амелии Глессфорд. В 1866 году стал юнгой на кораблях торгового флота, в 1877 году, устав от моря, уходит в звании первого помощника капитана. После Робертсон стал изучать ювелирное дело в колледже Cooper Union, а следующие 10 лет работал с бриллиантами. Но из-за ухудшения зрения Морган Робертсон оставил работу и приступил к написанию небольших рассказов и новелл. Свои произведения он размещал в журналах McClure’s и Saturday Evening Post.
Самым известным произведением Робертсона стала повесть, впервые изданная в 1898 году под названием «Тщетность» (англ. «Futility») и переизданная с небольшими изменениями в 1912 году под названием «Тщетность, или крушение Титана» (англ. «Futility, or the Wreck of the Titan») (в русском переводе Ю. Суленко — «Тщетность, или Гибель Титана»). В ней описывается последнее плавание корабля «Титан», считавшегося непотопляемым и затонувшего в третьем обратном рейсе, при попытке поставить рекорд скорости в пересечении Атлантического океана. Известность «Тщетность» получила через 14 лет, когда в апреле 1912 года от столкновения с айсбергом затонул лайнер «Титаник». Вопреки распространённому мнению, история Робертсона не детально совпадает с реальной катастрофой, а лишь в общих чертах перекликается с ней. При этом почти полностью совпадают основные технические характеристики «Титана» Робертсона и реального «Титаника» (однако варианты 1898 и 1912 гг. отличаются, в первоначальном издании у "Титана" имелись четыре мачты с парусами, однако в переиздании рассказа летом 1912 года автором были внесены правки, которые устраняли анахронизмы), время крушения (апрельская полночь), причина крушения (предельная скорость в сложной ледовой обстановке, хотя в романе стоял туман, и, как следствие, столкновение с айсбергом и сильные повреждения правого борта) и главная причина большого числа жертв (нехватка шлюпок из-за уверенности судовладельцев в непотопляемости судна).
В 1905 году Робертсон опубликовал роман «Подводный разрушитель» (англ. «The Submarine Destroyer»). В нём он описал подводную лодку, управляемую с помощью устройства, названного «перископом». Несмотря на заявление писателя об изобретении этого прибора, в патенте ему было отказано.
Морган Робертсон был найден мёртвым 24 марта 1915 года в гостиничном номере отеля в Атлантик-Сити, Нью-Джерси. Считается, что причиной смерти стало отравление паральдегидом. Был похоронен на кладбище Грин-Вуд, Бруклин.

## Публикации

### Романы и повести
- A Tale of a Halo (1894)
- Futility (1898)
- Futility, or the Wreck of the Titan (1912)
- Masters of Men: A Romance of the New Navy (1901)
- Shipmates (1901)
- Sinful Peck (1903)
- The Grain Ship (1914)
- Over the Border (1914)
- Beyond the Spectrum (1914)

### Рассказы
- The Three Laws and the Golden Rule (1898)
- Spun Yarn (1898)
- Where Angels Fear to Tread: And Other Tales of the Sea (1899)
- The Battle of the Monsters (1899)
- Down to the Sea (1905)
- The Dollar (1905)
- Land Ho! (1905)

### Автобиографии
- Morgan Robertson: The Man (1915)